# Медвинська міністерська школа
49°23′42″ пн. ш. 30°47′02″ сх. д. / 49.394982° пн. ш. 30.783987° сх. д.

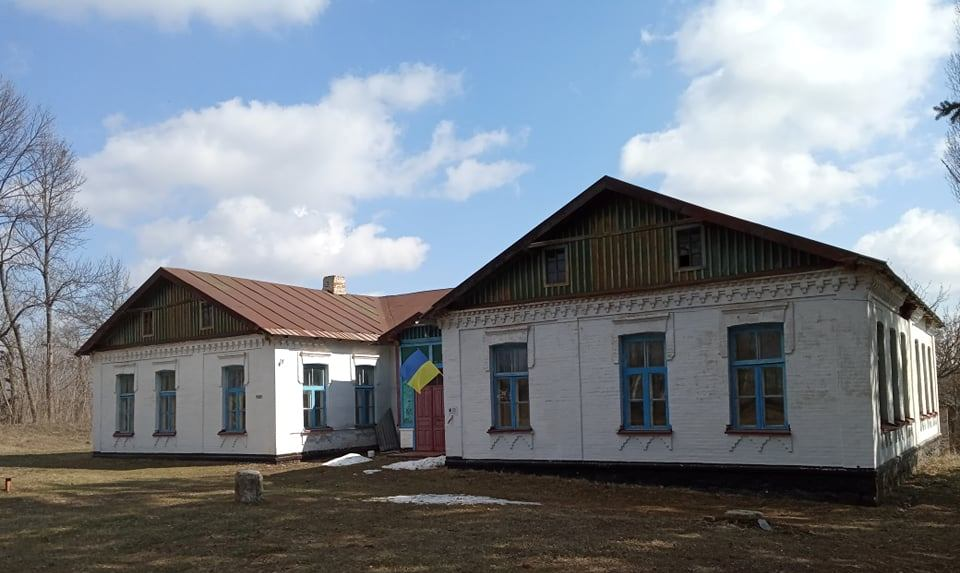
Будівля Медвинської міністерської школи

Медвинська міністерська школа (вища початкова школа, стара музична школа, неповно-середня школа № 2) — школа у селі Медвин Білоцерківського району Київської області. Збудована у 1910 р.

## Будівля
Будівля школи розташована у місцевості Гладь — на пагорбі лівого берега річки Хоробра, яка в цьому місці перетворена на каскад ставків — поблизу ставка Сарапучин й урочища Мацаєва. Споруда має простору прибудинкову територію, на якій ростуть столітні ялини. Загальна площа приміщення 360 кв м.

## Історія

### Заснування
У 1909 році місцева громада надіслала листа до попечителя Київського навчального округу з проханням побудувати чотирикласну міністерську школу в Медвині:
«У нашому містечку Медвині нині буде близько 16 000 жителів, у тому числі євреїв близько 600. Дітей шкільного віку налічується близько 1400. Діти навчаються у двох місцевих однокласних школах та одному однокласному міністерському народному училищі. Така освіта зараз є далеко не достатньою для наших дітей і багато батьків бажають дати старанним до навчання дітям не тільки знання грамоти, а й закінчену освіту… Громада наша сподівається, що освітнє начальство не відмовить їй у милості своїй і відкриє в м. Медвині одне з училищ вищого типу. Таким училищем жителі м. Медвина на сході 24 травня визнали чотирикласне училище. А тому від імені медвинської сільської громади маємо честь шанобливо просити Ваше Превосходительство про відкриття в Медвині чотирикласного міського училища в цьому 1909 році, причому наша громада за присудом дає 3000 рублів одноразової допомоги на будівництво приміщення і дві з половиною десятини землі під приміщення і училищну садибу і 600 руб».
Медвинську справу направили до Міністерства народної освіти Російської Імперії і після довгих зволікань з Петербурга надійшла відповідь. Міністр освіти Російської імперії вважав, що для містечка чотирикласний навчальний заклад був би завеликим, проте дозволив відкрити двокласний. Офіційне відкриття відбулося, за одними даними, 1 вересня 1910, а за другими — 8 листопада 1911 року. Сама будівля міністерської школи збудована у 1910 році Відкриття супроводжували пишні й велелюдні урочистості, освячення школи, а також пам'ятника імператору Олександру II.
У 1912 році тут працювало 5 вчителів і навчалося 129 хлопчиків.
У 1913 році школа стала чотирикласною.

### Доба Української Революції

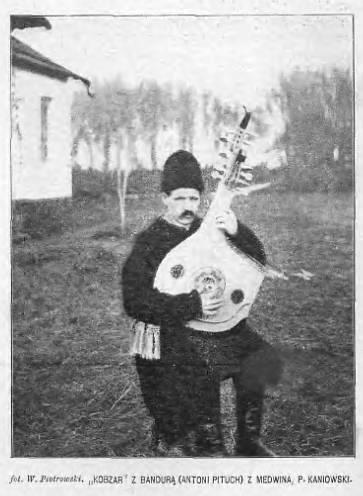
Бандурист Антін Митяй

Середовище Міністерської школи у 1910-х роках було тісно пов'язане з товариством «Просвіта», філія якого діяла з 1917 та, ймовірно, по 1920 рік у Медвині. До «Просвіти» належали бандурист Антін Митяй, батько відомого громадсько-політичного діяча, науковця Івана Дубинця (Дубини), Варфоломій Дубина, який пішки ходив до Білої Церкви та Києва по книги й заохочував своїх дітей до знань. Сам Іван Дубинець здобував тут освіту до 1918 року. Середовище школи було також пов'язане з Вільним козацтвом, учасники якого сформували керівний склад Медвинського антибільшовицького повстання.

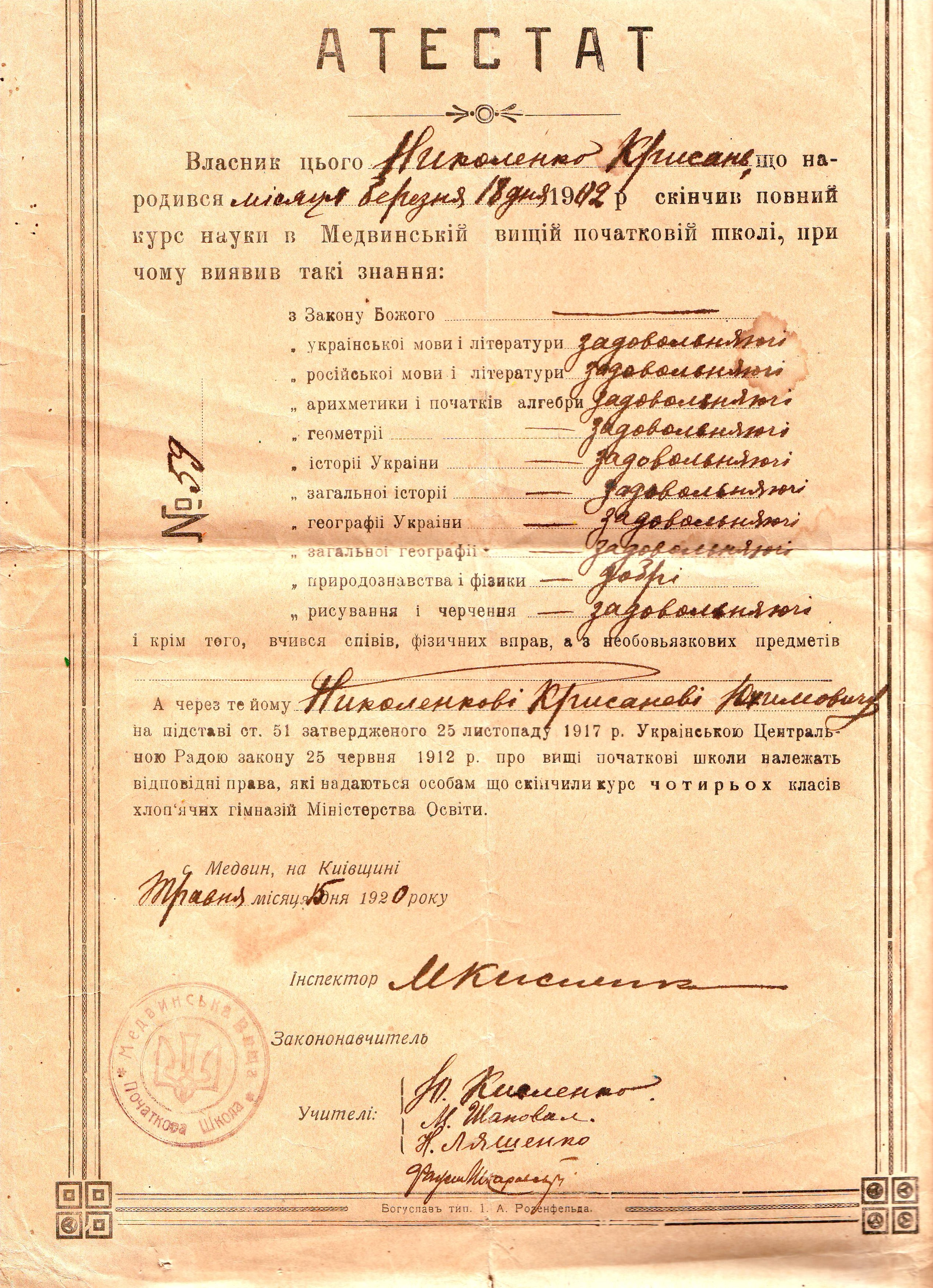
Атестат випускника Медвинської вищої початкової школи 1920 р. Українська Народна Республіка.

На території школи зроблене єдине відоме на сьогодні фото Антіна Митяя.
Під час Української Революції у Медвинській вищій початковій школі, як вона тоді називалася, викладали Закон Божий, українську мову та літературу, російську мову та літературу, арифметику й початки алгебри, геометрію, історію України, загальну історію, географію України, загальну географію, природознавство й фізику, рисування і креслення, співи, фізичні вправи.
У 1918—1920 роках тут навчався майбутній літературознавець, громадсько-політичний діяч еміграції Юрій Лавріненко.

### Міжвоєнна доба

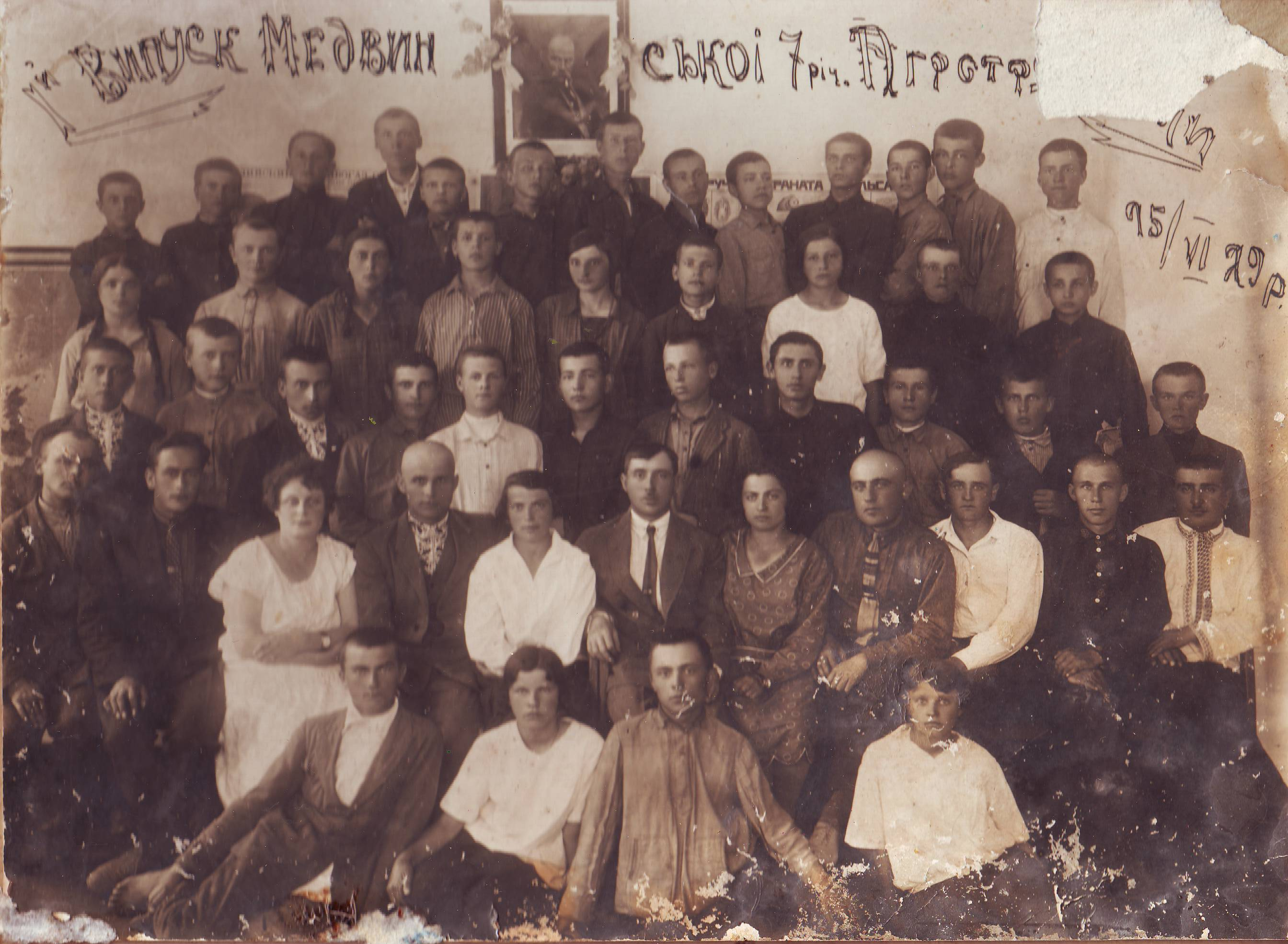
Випускники Медвинської семирічної агротрудшколи 1929 р.

З приходом совєтської влади школу перетворюють та перейменовують на Медвинську семирічну агротрудшколу.
У 1921—1926 роках в школі викладав Іван Дубинець. При школі він вів археологічний гурток, проводив розкопки курганів скіфського часу у лісі Гірчаків у Медвині, про що зберігся його звіт.
За спогадами письменниці Докії Гуменної, незадовго до смерті у 1954 році Іван Дубинець розповідав, згадуючи свої роки вчителювання у медвинській школі:
«У мене було дві дороги: одна — стати археологом, друга — геологом. Історія землі й історія людини. Перемогла геологія, але все життя я захоплений археологією. Навіть сам провадив розкопи, поки не заборонили. Оце, бувало, вчителюючи в селі, зберу учнів і пішли в ліс. А там я виявив величезні могили, порослі столітніми дубами. Я ще тоді був дуже молодий, копав без наукової методи — й добре, що заборонили. Хай краще ті скарби будуть заховані під землею й чекають, коли матимемо свою державу. А то — де воно все, що я викопав, ділося? У Медвині я тоді зорганізував філію музею, потім вже без мене передали експонати до обласного музею. Все потім десь пропало… Ех, — мрійно казав далі, вже з добрих півгодини стоючи під самими дверима, на відході, — нічого більше не хотів би, як забратися десь у наше українське село учителем! Скільки діла можна зробити б! Не кажу вже про інше, а хоч би з самої тільки археології. Наша земля насичена культурними шарами відкладів найдавніших епох. Тільки провести з населенням роз'яснювальну роботу, як почнуть селяни й школярі зносити різну виорану старовину, черепки, кістки… В кожному селі можна творити філію музею…».

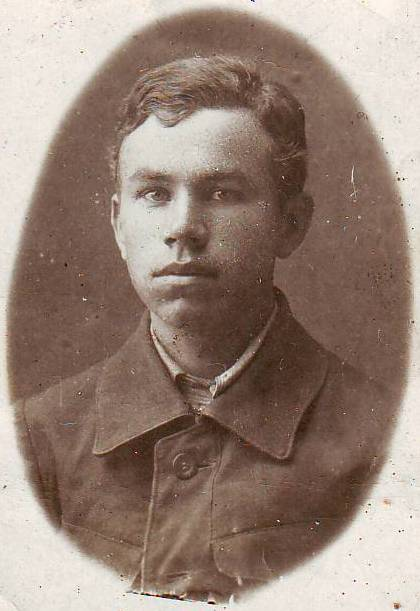
Іван Дубинець

Філія музею, створеного Іваном Дубинцем, розташовувалася саме в цій школі.

### Друга світова війна
За спогадами вчительки з Медвина Віри Григорівни Завальської, чиї шкільні роки припали на Другу світову війну, в той час:
«у школі № 2 були вчителі Ковтун Лідія Степанівна (початкові класи), Дубина Іван Антонович, Красюк Ялосовета Павлівна, а також Катерина Павлівна (математики), Ковтун Оксана Йосипівна (початкові класи), Марушеська Галина Іванівна, Харченко, Оксана Севастянівна (біолог). Шкільних приладь ніяких не було. Підручник якийсь як з'явиться в когось, то позичали або й крали один в одного, писали у міжряддях газеток-афіш, які визбирували кругом, де накидали з літаків вночі — радянські або німецькі; чорнило робили з бузини і „кисличок“, які утворювалися на листках дубів».
Також за спогадами Віри Завальської, під час нацистської окупації до школи завезли просо, «яке людям дозволялося розбирати по домівках».
Наприкінці Другої світової війни у приміщенні школи облаштували військовий шпиталь.

### Повоєнна радянська доба
Після Другої світової війни у шкільній будівлі працювала неповно-середня школа № 2. Тривалий час її директором був Прокіп Вакулович Гриб, учитель історії й географії, ветеран війни, потім Надія Андріївна Стадніченко, Іван Олександрович Полосенко. Викладали в школі Ніна Миколаївна Процан (російську мову), Єлизавета Павлівна Красюк (математику і була завучем), Іван Антонович Дубина (математику), Галина Іванівна Марушевська (українську мову), Любов Василівна Литвин (російську мову і була завучем). У 1965 році до її 5 класу вступив Василь Василенко — майбутній диригент, поет, заслужений артист України.
Згодом школу злили із загальноосвітньою школою № 1 (нині — Медвинський ліцей), а приміщення передали під створення медвинської філії Богуславської музичної школи. До 1975 року музична школа у Медвині як філія Таращанської музичної школи діяла у приміщенні Будинку культури.
Медвинська філія Богуславської музичної школи у будинку на Зарічку, 38 відкрили у 1975 році. Її директором став Кравченко Анатолій Івович, який вів також клас баяну, керував домровим оркестром, під супровід якого співав медвинський хор.
У 1976 році під керівництвом Анатолія Івовича утворилася окрема Медвинська музична школа. Тоді ж у приміщенні провели ремонт: перекрили дах, замінили частину підлоги, переклали груби, за допомогою яких опалювався будинок.
На початку 1980-х у Медвинській музичній школі працювало 15 викладачів та навчалося близько 150 учнів. Серед викладацького складу були як місцеві вчителі, так й викладачі з Богуславського педагогічного училища (нині Богуславський гуманітарний коледж імені І. С. Нечуя-Левицького).
Деякі вчителі Медвинської музичної школи:
- Тетяна Савівна Пруднікова (у 1976—1998 роках викладала сольфеджіо, музичну літературу, гру на баяні)
- Василь Якович Василенко (у 1980—1981 роках вів класи баяну і фортепіано)
- Митяй Лариса Федорівна (у 1990-х викладала гру на фортепіано)
- Лакомська Тетяна Володимирівна (викладала гру на фортепіано)
- Трачук Зоряна Володимирівна (вела клас домбри)
- Філіпенко Станіслав Дмитрович (духові інструменти)
- Скорик Олександр Васильович (духові інструменти)
- Нечитайло Олег Дмитрович (духові інструменти)
- Яременко Лідія Іванівна (баян, фортепіано)
- Кравченко Анатолій Івович (вів клас баяну, керівник домрового оркестру)
- Капиця Андрій Васильович (баян)
- Капиця Анатолій Миколайович (баян, гітара, синтезатор).

При Медвинській музичній школі працював духовий оркестр, домровий оркестр, у другій половині 1980-х — дорослий вокально-інструментальний ансамбль (серед учасників — Петро Плаксун (ударні), Зіновій Мезін (гітара) та інші). У 1978 році у Медвинській музичній школі давали концерт артисти Київської обласної філармонії.

### Незалежність
Медвинська музична школа діяла у будівлі міністерської школи до 2000-х. З 1975 до 1998 року її очолював Анатолій Івович Кравченко, а з 1998 — Лідія Іванівна Яременко. З утворенням Медвинської об'єднаної територіальної громади музичну школу перевели до приміщення нинішнього Медвинського ліцею, а її історичне приміщення у 2018 році передали під створення краєзнавчого музею.

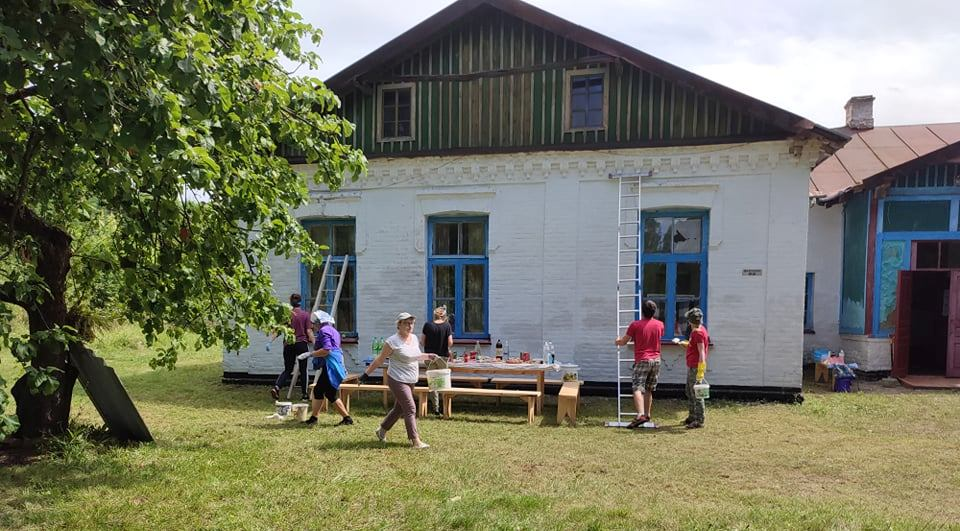
Толока на території школи, 2021 р.

На фасаді будинку у 2020 році активісти освітньої ініціативи «Медвин. Повстання» розмістили меморіальну дошку про одного з найвідоміших випускників й вчителів школи — Івана Дубинця. Локація входить до історичного маршруту місцями Медвинського повстання.
У березні 2021 року у приміщенні Міністерської школи відбулося оголошення переможців І літературного конкурсу імені Івана Дубинця, а 21 серпня 2021 р. на її території — відзначення річниці Медвинського антибільшовицького повстання, де виступили бандурист і бард Святослав Силенко та лірник Михайло Гречкин. У фойє школи облаштували кінотеатр, де показували фільм проєкту «Хащі» «Чи зникає Шевченкова Україна», де йшлося про Медвинське повстання. Стрічку знімали, зокрема, й на території школи.
Станом на 2021 р. будівля потребувала ремонту.